# Серники (гміна)
Гміна Серники (пол. Gmina Serniki) — сільська гміна у східній Польщі. Належить до Любартівського повіту Люблінського воєводства.
Станом на 31 грудня 2011 у гміні проживало 4896 осіб.

## Площа
Згідно з даними за 2007 рік площа гміни становила 75.43 км², у тому числі:
- орні землі: 81.00 %
- ліси: 14.00 %

Таким чином, площа гміни становить 5.85 % площі повіту.

## Населення
Станом на 31 грудня 2011:
| Опис     | Загалом | Загалом | Чоловіки | Чоловіки | Жінки | Жінки |
| -------- | ------- | ------- | -------- | -------- | ----- | ----- |
| одиниця  | осіб    | %       | осіб     | %        | осіб  | %     |
| все      | 4896    | 100     | 2401     | 49.04    | 2495  | 50.96 |
| міське   | 0       | 100     | 0        |          | 0     |       |
| сільське | 4896    | 100     | 2401     | 49.04    | 2495  | 50.96 |

## Сусідні гміни
Гміна Серники межує з такими гмінами: Любартів, Недзьв'яда, Острів-Любельський, Спічин.